# Miguel Ángel López Jaén
Miguel Ángel López Jaén (Elche, 29 novembre 1982) è un ex tennista spagnolo.
In singolare ha ottenuto la sua miglior posizione il 27 aprile 2009 posizionandosi 171º, mentre in doppio è stato 175° il 16 febbraio 2009.

## Statistiche

### Tornei minori

#### Singolare

##### Finali perse (1)
| Legenda tornei minori |
| Challenger (1)        |
| ITF (0)               |

| N. | Data          | Torneo              | Superficie  | Avversario in finale | Punteggio |
| 1. | 9 giugno 2008 | Kosice Open, Košice | Terra rossa | Lukáš Rosol          | 5–7, 1–6  |

#### Vittorie (1)
| Legenda tornei minori |
| Challenger (1)        |
| ITF (0)               |

| N. | Data          | Torneo                                | Superficie  | Compagno     | Avversari in finale         | Punteggio           |
| 1. | 10 marzo 2008 | Morocco Tennis Tour - Tanger, Tangeri | Terra rossa | Iván Navarro | Marc López Gabriel Trujillo | 6–3, 6(5)–7, [11–9] |

#### Finali perse (3)
| Legenda tornei minori |
| Challenger (3)        |
| ITF (0)               |

| N. | Data            | Torneo                                        | Superficie  | Compagno                     | Avversari in finale                          | Punteggio         |
| 1. | 5 maggio 2008   | Challenger Isla de Gran Canaria, Telde        | Terra rossa | José Antonio Sánchez de Luna | Daniel Gimeno Traver Daniel Muñoz de la Nava | 3–6, 1–6          |
| 2. | 9 giugno 2008   | Kosice Open, Košice                           | Terra rossa | Carles Poch Gradin           | Tomasz Bednarek Igor Zelenay                 | 1–6, 6–4, [11–13] |
| 3. | 29 gennaio 2012 | Seguros Bolívar Open Bucaramanga, Bucaramanga | Terra rossa | Paolo Lorenzi                | Ariel Behar Horacio Zeballos                 | 4–6, 6–7(5–7)     |